# Idiogramma elbakyanae
Idiogramma elbakyanae é uma espécie de vespa parasitóide que ocorre apenas no estado mexicano de Tlaxcala.  A espécie foi nomeada e descrita pelo entomologista russo Andrey I. Khalaim. A descrição foi publicada em um artigo de acesso aberto em 2017, em co-autoria com o entomologista mexicano Enrique Ruíz-Cancino.

## Etimologia
Andrey I. Khalaim, um entomologista da Academia Russa de Ciências , escolheu o nome específico elbakyanae para homenagear a fundadora do Sci-Hub, a cientista da computação Alexandra Elbakyan "em reconhecimento à sua contribuição para tornar o conhecimento científico disponível para todos os pesquisadores". Elbakyan inicialmente se ofendeu por ser homônima de um "inseto parasita". Isso, em parte, a levou a fechar temporariamente o acesso russo ao Sci-Hub. Em uma mensagem que apareceu quando os russos tentavam visitar o Sci-Hub, ela disse que era uma "extrema injustiça" ter a vespa com o seu nome. Khalaim ficou surpreso com a reação dela, enfatizando que sua intenção era homenagear Elbakyan. Ele disse que apoia o Sci-Hub e o usa regularmente. Ele também esclareceu que, como os parasitóides matam seus hospedeiros, devem ser considerados mais como predadores do que como parasitas.